# Ylenia Carabott
Ylenia Ann Carabott (Pietà, 2 marzo 1989) è una calciatrice maltese, attaccante del Fylde e della nazionale maltese.

## Carriera
Dopo una carriera trascorsa nei campionati maltesi, nel 2019 viene rilevata dalla Fortitudo Mozzecane, club italiano presso cui colleziona 10 presenze segnando una rete.
Nel 2020 passa in forze allo Charleroi, in Belgio, quindi al Keynsham Town in Inghilterra nel 2021, infine al Gillingham (sempre in Inghilterra) nel 2022.
Durante la finestra invernale di calciomercato lascia il club per fare ritorno al campionato italiano, firmando un contratto con lo Spezia, militante in Serie C. Qui scende in campo 8 volte segnando una rete.

## Palmarès

### Club
- Campionato maltese: 3

Hibernians: 2014-2015, 2015-2016
Birkirkara: 2018-2019
- Coppa di Malta: 3

Hibernians: 2014-2015, 2015-2016
Birkirkara: 2018-2019
- Supercoppa di Malta: 4

Hibernians: 2014, 2015, 2016
Birkirkara: 2017